# Al-Horria
Al-Horria (àrab: الحرية, Al-Ḥurriyya, ‘La Llibertat’) fou un diari de Tunísia en llengua àrab, el de més circulació en aquesta llengua. Representava el Reagrupament Constitucional Democràtic (RCD), partit del president Zine El Abidine Ben Ali. S'edità des de 1988 fins a 2011, però abans del 20 de març de 1988 ho feia sota el nom d'Al-Amal (el nom del seu propietari).